# タイ国鉄CSR型ディーゼル機関車

タイ国鉄CSR型ディーゼル機関車（タイこくてつCSRがたディーゼルきかんしゃ）は、2015年に製造されたタイ国有鉄道の電気式ディーゼル機関車である。その車番から5100形と呼ばれる場合もある。なお、メーカーにおける型式はSDA3である。

## 導入の経緯
タイ国鉄では、1995年に導入したGEA型以降20年にわたって新型機関車を導入しておらず、高負荷で長期間使用された在来車両では故障が発生していた。そのため、旧型になった在来車両の負担を減らすために貨物専用機として導入されたのが本形式である。
東本線支線のレムチャバン港 - ラートクラバン内陸コンテナデポ（ICD）間のコンテナ貨物列車向け（7両）及びその他の貨物列車向け（13両）として、2015年に中国南車の戚墅堰機車にて製造された。

## 車両
既存のほとんどの機関車と同じくCo-Co配置を採用しているが、タイ国鉄で初めて軸重20tに達した機関車である。自己操舵台車を採用することで曲線追従性を高め、車輪及びレールの摩耗低減、安全性の向上、乗り心地の改善を図っている。また、タイの高温多湿な運転環境に適した、新型の密閉構造を採用している。
箱型の車体は非常にシンプルなデザインで、前面には小型の前照灯と尾灯が窓下に設置、また窓上にも2灯の前照灯が設置される。塗装は、レモン色と紺色を主に用いた、従来の機関車にはない新しい塗装となっている。
なお、タイ国鉄は現在貨物専用機として運用しているが、製造元の中国南車では「SDA3型ディーゼル機関車は狭軌鉄道向けの本線用旅客及び貨物機関車である」としている。

## 運用
導入当初から現在まで、貨物列車の牽引に従事している。主にレムチャバン港 - ラートクラバンICD間などのコンテナ貨物列車を牽引しているが、コンテナ列車以外の貨物列車を牽引することもあるようである。
なお本格導入に先立って5101号機と5102号機の2両が2015年1月に到着し、試験を行っていた。その後同年4月から6月にかけて残りの車両が到着し、運用を開始している。

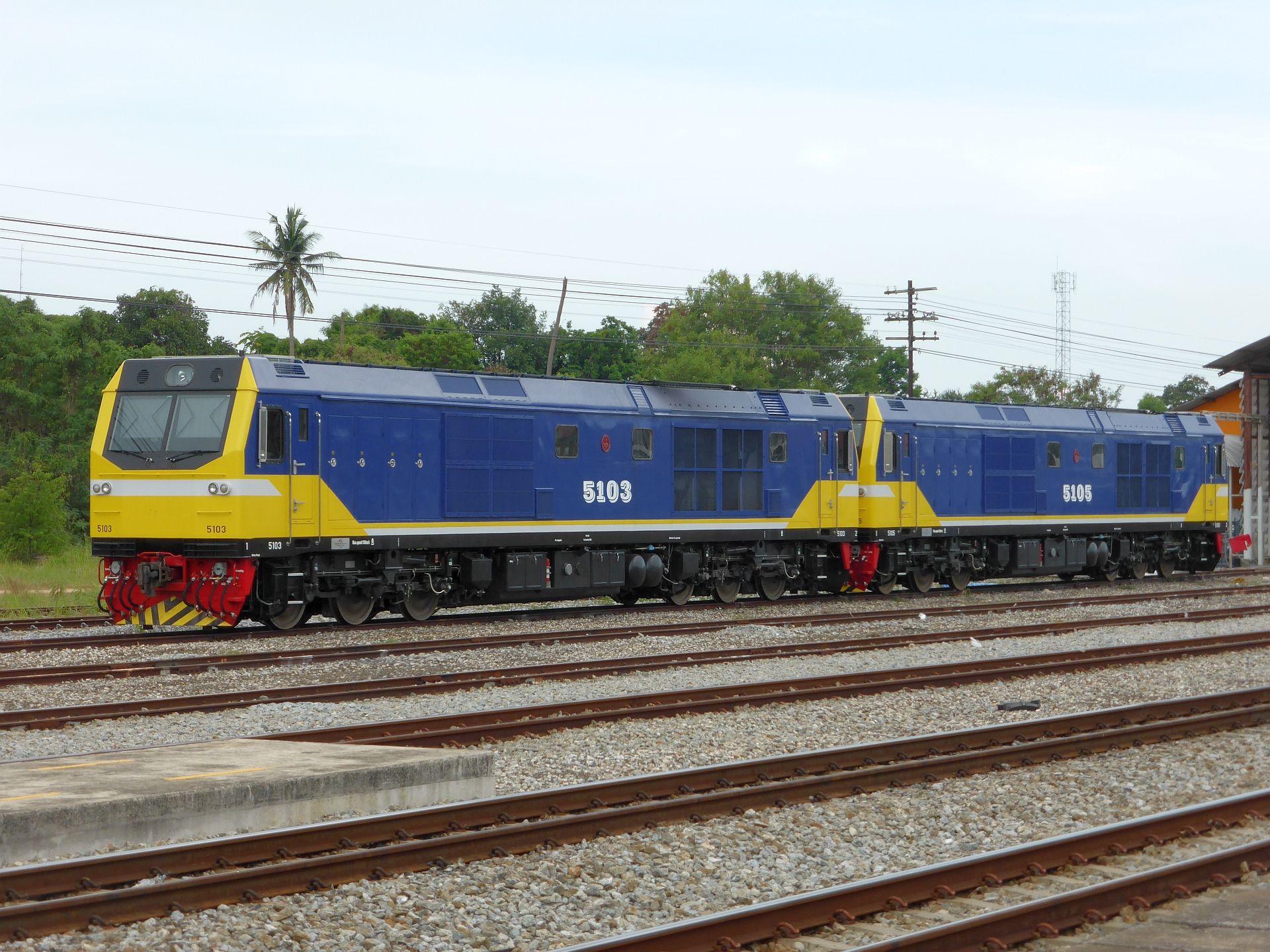
SRT 5101 (5103 B W)
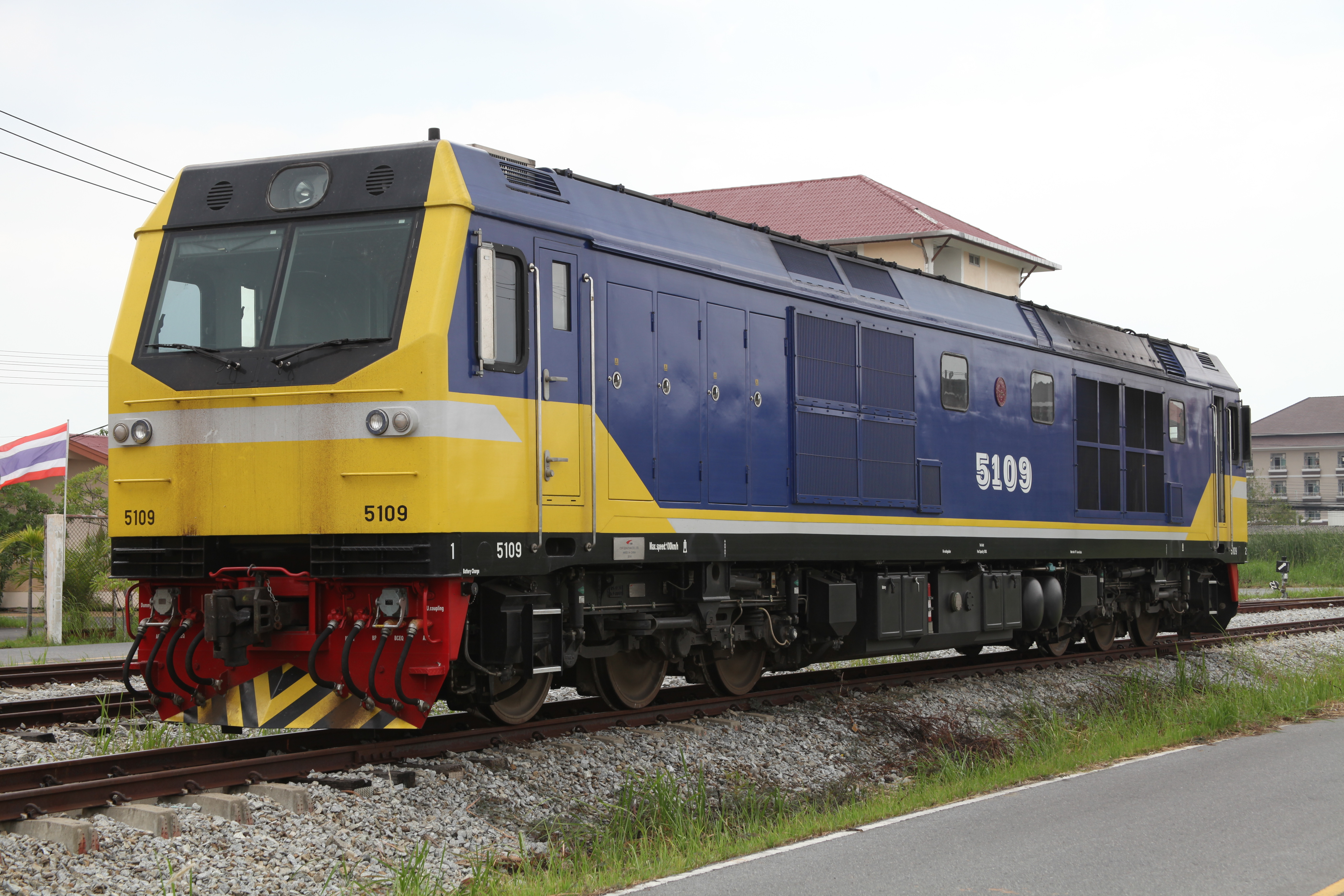
CSR形5109号機
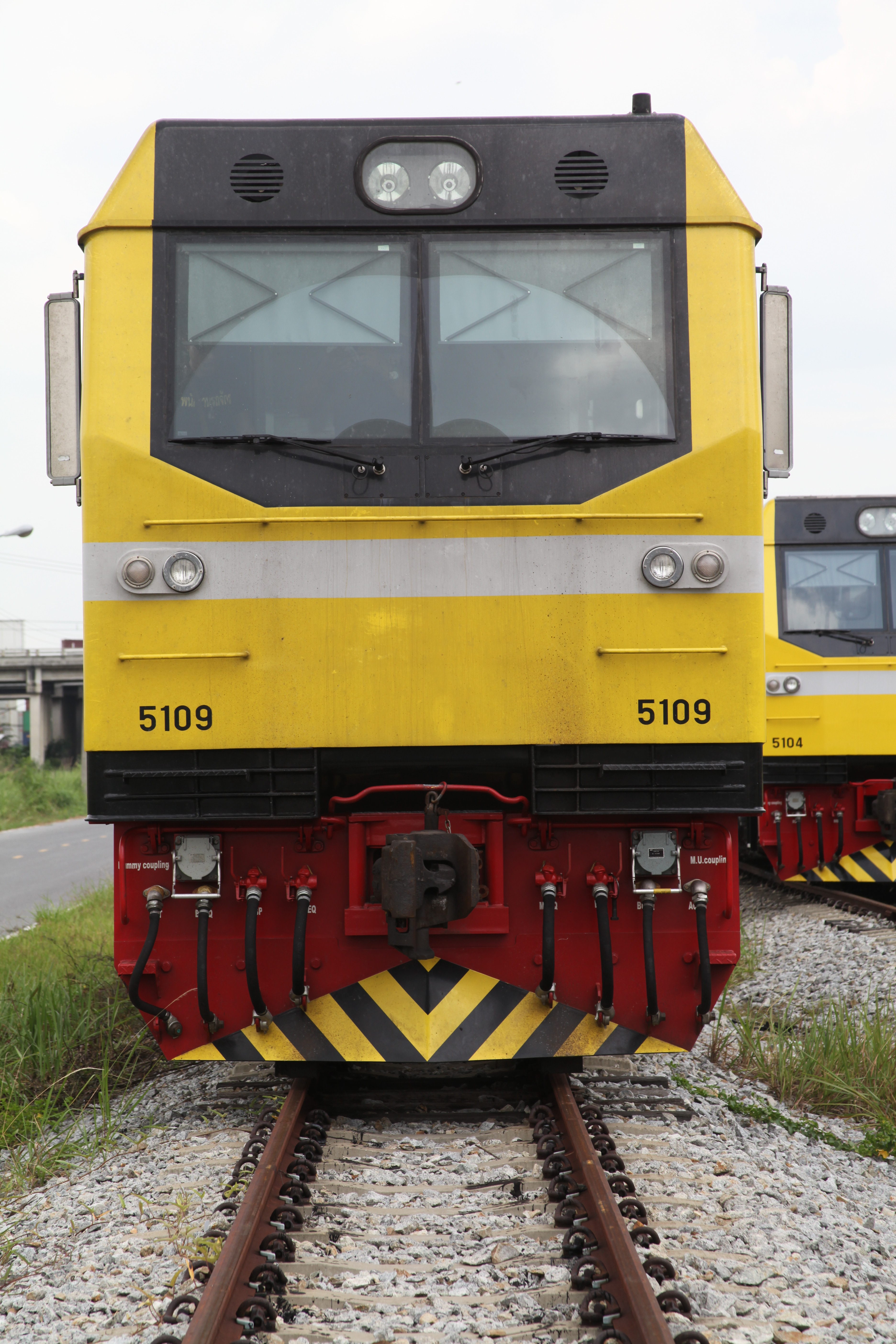
CSR形5109号機正面
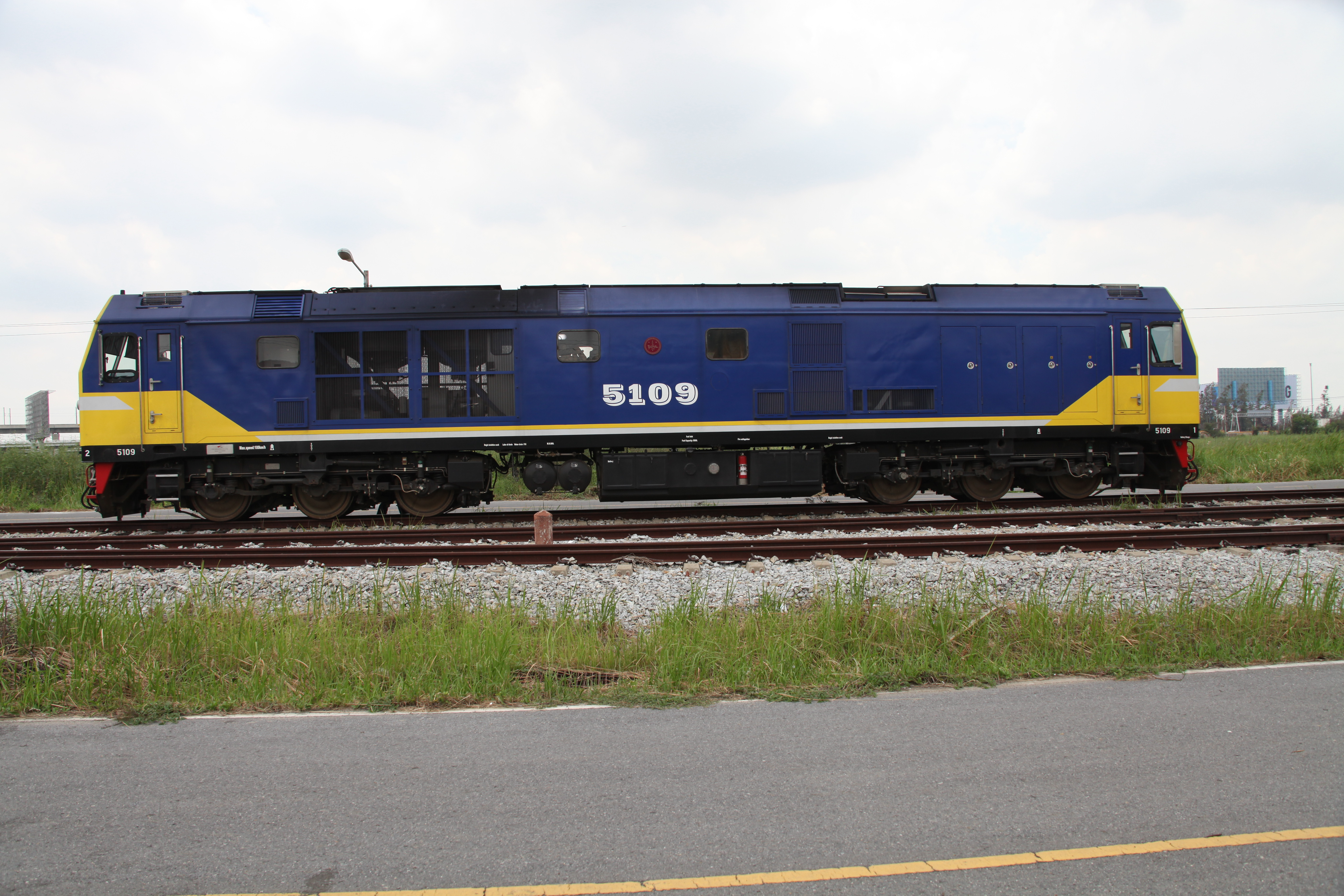
CSR形5109号機側面
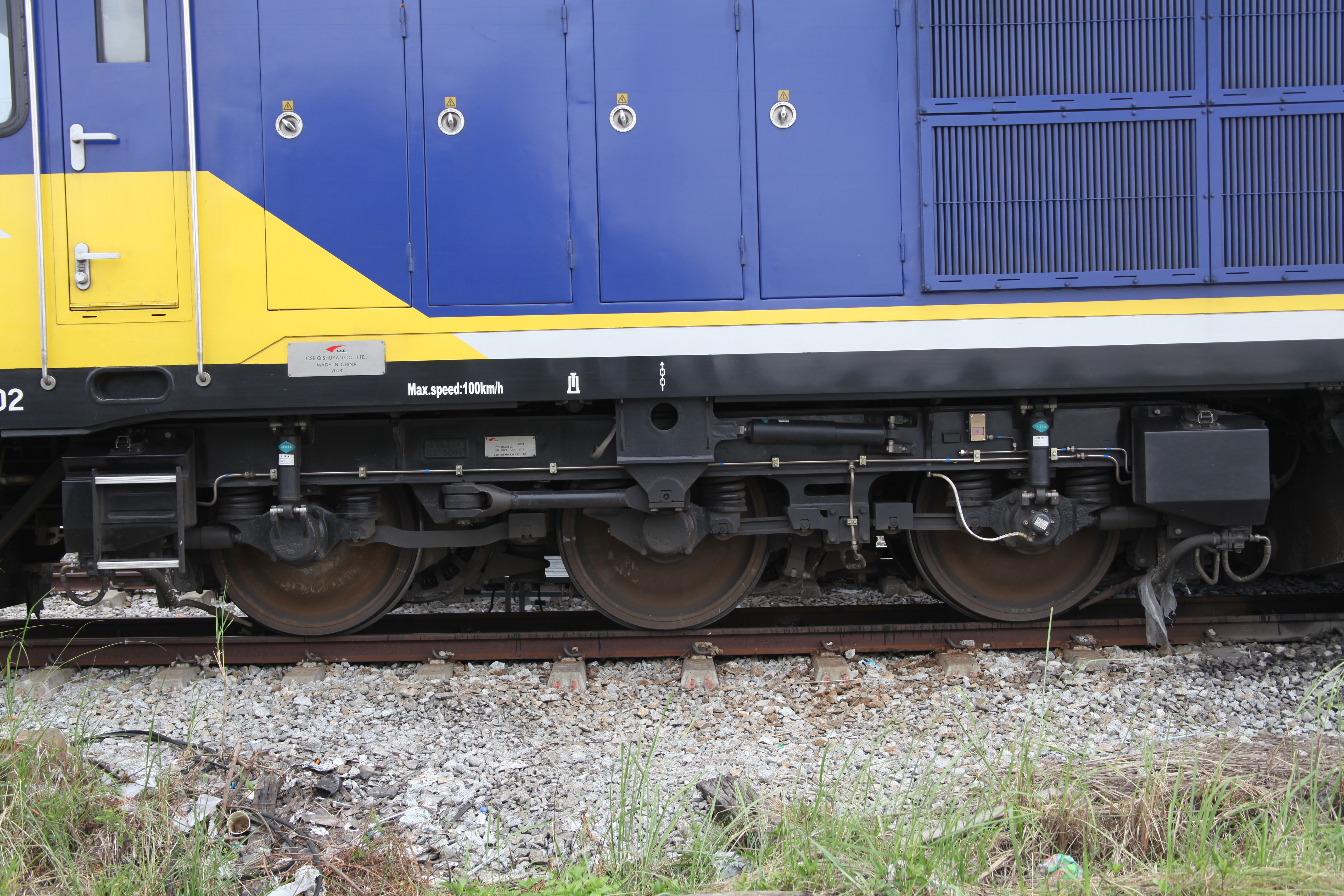
CSR形5102号機台車左
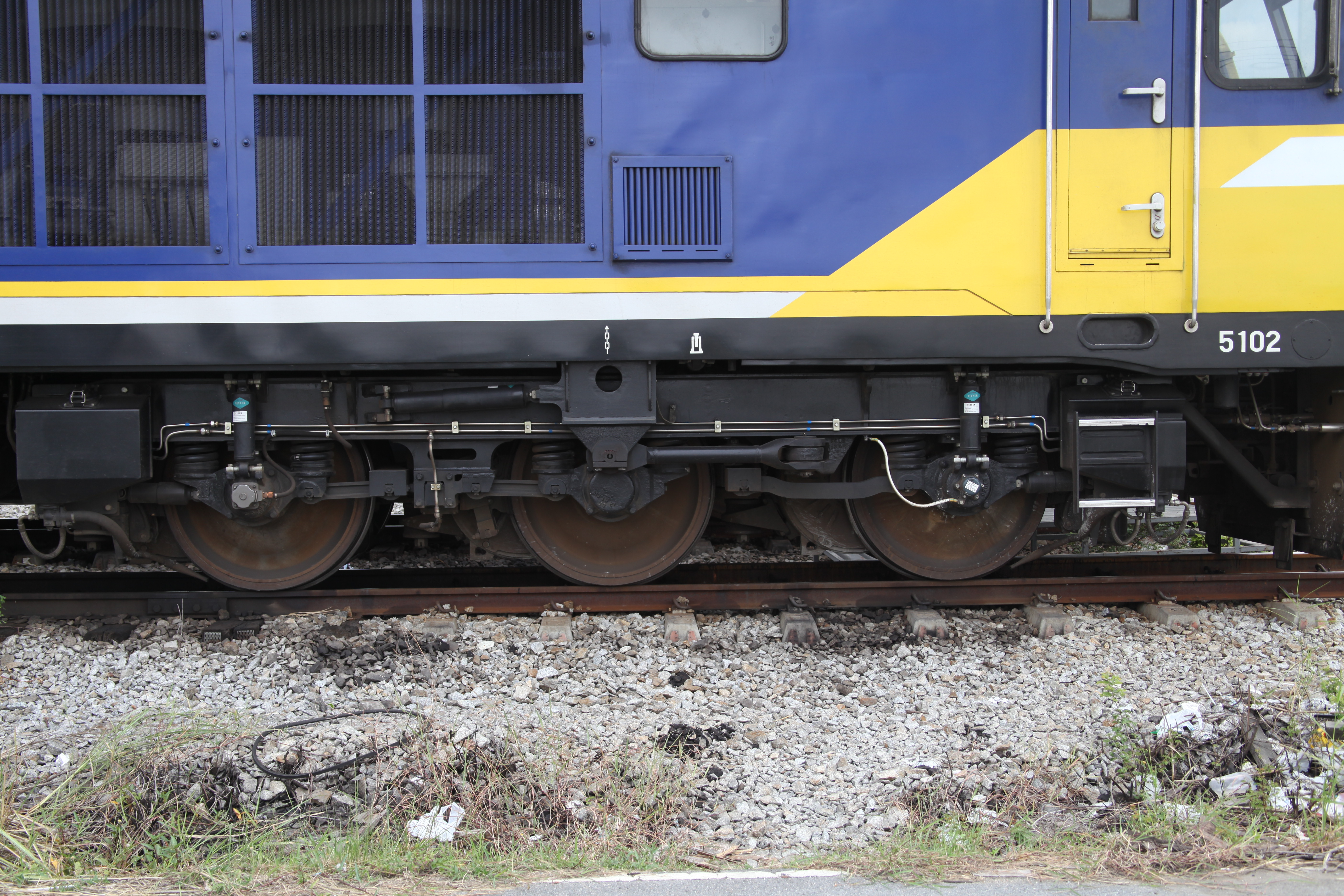
CSR形5102号機台車右
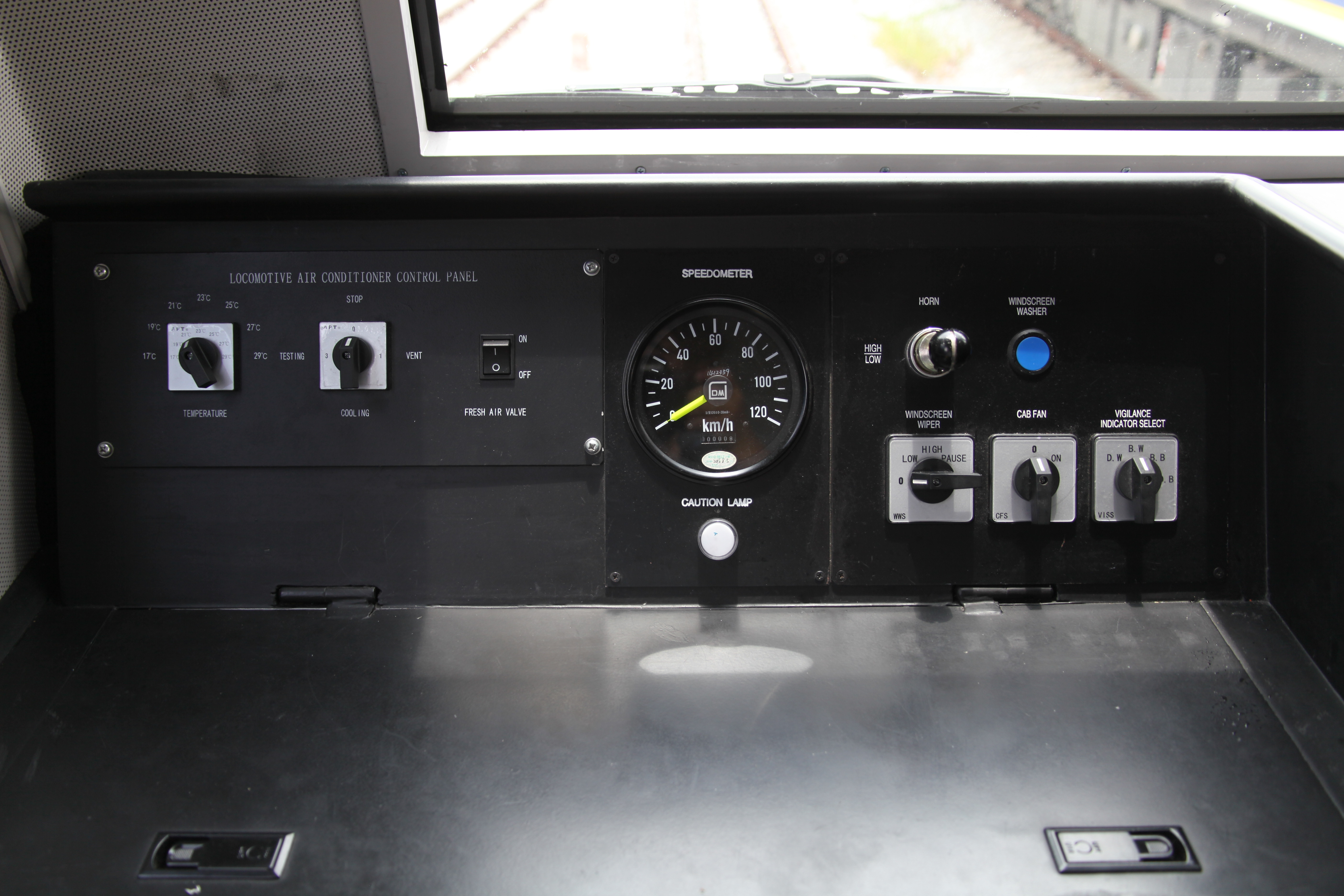
左側運転台
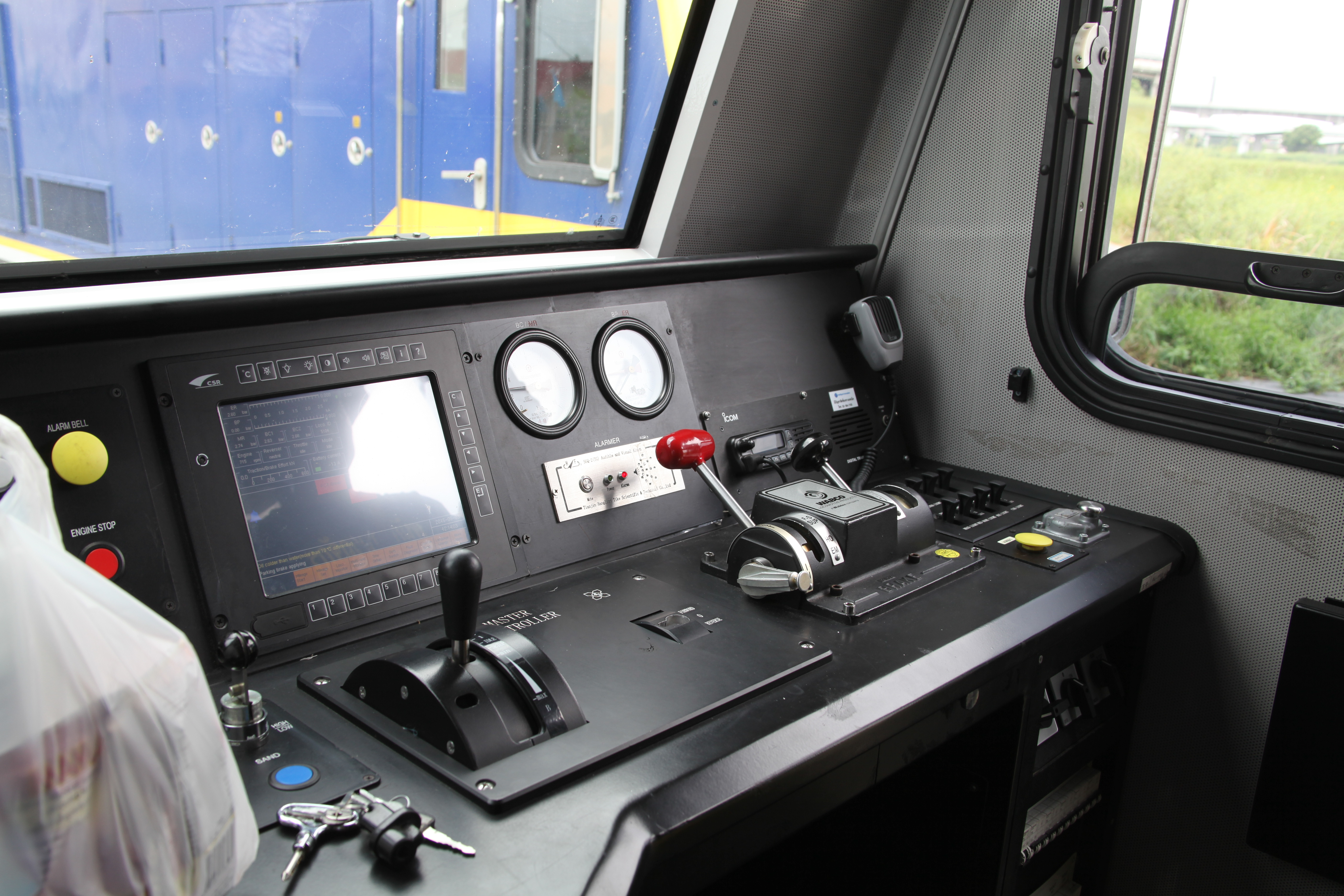
右側運転台